# Doktorzy honoris causa Politechniki Śląskiej
- 1967
  - 30 września

Piotr Grigoriewicz Romankow, specjalista inżynierii chemicznej (ZSRR)
Jean-Charles Gille, cybernetyk (Francja)
- 1969
  - 1 października

Tadeusz Hobler, specjalista inżynierii chemicznej
Stanisław Ochęduszko, specjalista termodynamiki
Aleksander Dokukin, specjalista mechaniki i elektroniki górniczej (ZSRR)
- 1974
  - 30 września

Marian Kamieński, geolog
Gieorgij Pawłowicz Łyszczyński, specjalista automatyki i napędów elektrycznych (ZSRR)
Jean Lagasse, specjalista elektrotechniki, elektroniki i automatyki (Francja)
- 1980
  - 27 września

Fryderyk Staub, specjalista metaloznawstwa
- 1981
  - 13 lipca

Stefan Kaufman, specjalista z zakresu budownictwa
- 1983
  - 25 lutego

Lucjan Nehrebecki, specjalista energetyki
- 1984
  - 30 listopada

Andrzej Bolewski, specjalista mineralogii i petrografii
- 1985
  - 18 marca

Edmund Romer, specjalista w dziedzinie miernictwa przemysłowego
- 1986
  - 24 maja

Jerzy Siwiński, specjalista automatyki procesów przemysłowych
- 1987
  - 5 maja

Wacław Sakwa, specjalista odlewnictwa
- 1988
  - 24 maja

Stefan Węgrzyn, informatyk
- 1989
  - 8 maja

Leonid Tuszyński, specjalista technologii metali i metaloznawstwa (ZSRR)
- 1990
  - 1 października

Marc Roubens, specjalista matematyki stosowanej (Belgia)
Oktawian Popowicz, specjalista w dziedzinie maszyn górniczych
- 1992
  - 26 czerwca

Jan Szargut, specjalista termodynamiki
- 1993
  - 15 stycznia

Tadeusz Zagajewski, specjalista w dziedzinie elektroniki
Rudolf Jeschar, specjalista energetyki cieplnej (Niemcy)
- - 4 czerwca

Klaus Spies, specjalista mechanizacji górnictwa (Niemcy)
- - 24 czerwca

Janusz Dietrych, specjalista teorii konstrukcji maszyn
- 1997
  - 27 października

Lotfi Zadeh, twórca teorii zbiorów rozmytych (USA)
- 1998
  - 27 lutego

Mieczysław Mąkosza, chemik organik
- 1999
  - 24 maja

Adolf Maciejny, specjalista w dziedzinie metaloznawstwa i obróbki cieplnej, materiałoznawstwa i nauki o materiałach
- 2000
  - 18 maja

Andrzej Burghardt, chemik, specjalista z zakresu inżynierii chemicznej
- 2001
  - 2 lipca

Olgierd Zienkiewicz, współtwórca metody elementów skończonych (Wielka Brytania)
- 2003
  - 11 kwietnia

Povl Ole Fanger, specjalista w dziedzinie inżynierii środowiska wewnętrznego (Dania)
- 2005
  - 20 maja

Jurij Kiryłowicz Rudawskij, specjalista z zakresu fizyki matematycznej i teorii ciekłych materiałów magnetycznych (Ukraina)
- - 17 czerwca

Ryszard Tadeusiewicz, biocybernetyk
- - 12 lipca

Władysław Karol Włosiński, specjalista w dziedzinie inżynierii spajania materiałów zaawansowanych
- 2007
  - 19 stycznia

Stanisław Ciborowski, specjalista z zakresu technologii chemicznej
- - 10 grudnia

Jerzy Buzek
- 2009
  - 30 stycznia

Bohdan Lewicki, specjalista z zakresu budownictwa
- - 5 listopada

Stanisław Bolkowski, specjalista z zakresu elektrotechniki teoretycznej
- - 11 grudnia

Eugeniusz Świtoński, specjalista z zakresu mechaniki oraz budowy i eksploatacji maszyn
- 2010
  - 12 lipca

Jakub Siemek, specjalista z dziedziny górnictwa i inżynierii środowiska
- 2011
  - 23 maja

Tadeusz Chmielniak, specjalista z zakresu maszyn cieplnych,
- - 30 września

Michał Kleiber, specjalista z zakresu mechaniki i informatyki, były minister nauki
- 2012
  - 18 maja

Krzysztof Jan Kurzydłowski, specjalista z zakresu inżynierii materiałowej, fizyk
- 2013
  - 20 stycznia

Tadeusz Kaczorek, specjalista z zakresu automatyki i teorii sterowania
- 2014
  - 14 lutego

Zygmunt Mierczyk, specjalista z zakresu inżynierii materiałów i optoelektroniki
- - 12 czerwca

Jan Węglarz, informatyk
- 2015
  - 21 maja

Antoni Tajduś, specjalista z zakresu geomechaniki, geotechniki oraz górnictwa
- - 30 września

Janusz Kowal, specjalista z zakresu dynamiki maszyn, mechatroniki, sterowania i wibroakustyki
- 2016
  - 20 maja

Bogdan Nogalski, specjalista z zakresu nauk o zarządzaniu
- - 8 grudnia

Tadeusz Burczyński, specjalista w zakresie nowoczesnej mechaniki konstrukcji i materiałów